# Antonio Scull
Antonio Scull, född den 10 september 1965 i Havanna, är en kubansk före detta basebollspelare som tog guld för Kuba vid olympiska sommarspelen 1996 i Atlanta, och som även tog silver vid olympiska sommarspelen 2000 i Sydney och guld vid olympiska sommarspelen 2004 i Aten. Han är en av bara tio spelare som tagit minst tre medaljer i baseboll vid olympiska sommarspelen.